# 遠藤譲一
遠藤 譲一（えんどう じょうじ、1953年（昭和28年）11月16日 - ）は、日本の政治家。岩手県久慈市長（3期）。

## 来歴
岩手県久慈市出身。久慈市立久慈小学校、久慈市立久慈中学校卒業。1972年3月、岩手県立久慈高等学校卒業。1977年3月、中央大学法学部卒業。同年4月、岩手県庁に入庁。
1997年、久慈地方振興局総務部企画振興課長、2006年、県住宅供給公社、県土木開発公社総務部長を歴任。2008年、県南広域振興局北上総合支局長に就任。2009年12月、岩手県庁退職。
2010年3月、久慈市長選挙に立候補。三つ巴の激戦になり現職の山内隆文にわずか53票差で落選。
2014年、久慈市長選に再び立候補し、前回と同様一騎討ちの大激戦となり約3千票差で現職の山内を破り初当選した。2018年、嵯峨壱郎に2458票差を付け、再選。
2022年の市長選挙に無投票で3選。

## 市政
- 2018年の選挙から日本共産党の支援を受けている[3][4]。2023年12月時点で日本共産党が市政与党[4]。
- 2020年5月15日、新型コロナウイルス対策の財源に充てるため、自身の6月期末手当を全額カットすると発表した[7]。